# 1905年坎格拉地震
1905年坎格拉地震于1905年4月4日发生在印度坎格拉山谷和旁遮普省的坎格拉地区（今天的喜马偕尔邦）。这次地震震级为7.8级，造成20000多人死亡。除此之外，在坎格拉的城市建筑大部分被毁。